# Pauline Wolff
Anna Lina Pauline Wolff, tidigare Wärff, född 26 februari 1971 i Kosta i Ekeberga församling i Kronobergs län är en svensk författare och manusförfattare.
Pauline Wolff är dotter till ingenjören Dirk Bimberg och konstnären Ann Wolff samt yngre halvsyster till skulptören Hanna Wärff Radhe och formgivaren Amanda Wärff.

## Filmografi
Manus
- 2018 – STHLM Requiem
- 2021 - Max Anger
- 2022 - Partisan

## Priser och utmärkelser
- 2003 – Katapultpriset för Bilder av Malin
- 2003 – Albert Bonniers stipendiefond för yngre och nyare författare
- 2007 – Stipendium ur Gerard Bonniers donationsfond